# Leonski proizvodi
Leonski proizvodi su tanke bakrene, posrebrene ili pozlaćene niti koje su se provlačile kroz tkaninu kao ukras.
Među prvim manufakturama u Hrvatskoj koje su proizvodile leonske proizvode bila je manufaktura Teodora Batthyánya.